# Hottentotta minusalta
Espèce
Synonymes
- Buthotus alticola minusalta Vachon, 1959

Hottentotta minusalta est une espèce de scorpions de la famille des Buthidae.

## Distribution
Cette espèce est endémique d'Afghanistan. Elle se rencontre vers Lashkari Bazar.

## Systématique et taxinomie
Cette espèce a été décrite sous le protonyme Buthotus alticola minusalta par Vachon en 1959. Elle suit son espèce dans le genre Hottentotta en 1989. Elle est élevée au rang d'espèce par Kovařík en 2013.

## Publication originale
- Vachon, 1959 : « Scorpionidea (Chelicerata) de l'Afghanistan. The 3rd Danish Expedition to Central Asia. (Zoological Results 23). » Videnskabelige Meddelelser fra Dansk Naturhistorisk Forening, vol. 120, p. 121-187.